# Joué-du-Plain
Joué-du-Plain è un comune francese di 266 abitanti situato nel dipartimento dell'Orne nella regione della Normandia.

## Società

### Evoluzione demografica
Abitanti censiti